# Mitteilungen. Förderkreis Archive und Bibliotheken zur Geschichte der Arbeiterbewegung
Die „Mitteilungen des Förderkreises Archive und Bibliotheken zur Geschichte der Arbeiterbewegung e.V.“ werden vom „Förderkreis Archive und Bibliotheken zur Geschichte der Arbeiterbewegung“ mit Sitz in Berlin herausgegeben. Sie erscheinen als Periodikum seit der Gründung des Förderkreises 1991 zwei Mal jährlich im März und im September. Bei den „Mitteilungen“ handelt es sich um eine deutsche wissenschaftliche Fachzeitschrift, die sich vor allem mit der Geschichte der deutschen und internationalen Arbeiterbewegung und der Geschichte der DDR im Kontext ihrer archivalischen und bibliothekarischen Grundierung beschäftigt. Sie richtet sich an Archivare, Bibliothekare, Historiker, Studierende und historisch Interessierte. Den Hauptteil dieses Fachorgans bilden Beiträge über deutsche und ausländische Archive und Bibliotheken incl. ihrer Bestände, Überlieferungen und Findmittel mit dem Sammelschwerpunkt Geschichte der deutschen und internationalen Arbeiterbewegung und der sozialen Bewegungen, über Erinnerungsstätten der Arbeiterbewegung sowie die Vorstellung erstveröffentlichter bzw. wenig bekannter besonderer Zeitdokumente. Weitere Inhalte sind Berichte über wissenschaftliche Tagungen und Konferenzen im In- und Ausland, über in Angriff genommene Forschungen bzw. erreichte neue Forschungsergebnisse vor allem von Doktoranden, Autorenreferate, ein ausführlicher Rezensionsteil zur aktuellen wissenschaftlichen Literatur sowie die Rubrik „Aus dem Vereinsleben“.
Zur Redaktion gehören Holger Czitrich-Stahl (Herausgeber), Elke Reuter und Alexander Amberger. Zu den Autoren der Zeitschrift gehören Günter Benser, Peter Brandt, Dagmar Goldbeck, Rainer Holze, Ursula Herrmann († 2019), Annelies Laschitza († 2018), Kurt Metschies, Eckhard Müller, Manfred Neuhaus, Inge Pardon, Siegfried Prokop, Jörg Wollenberg, Reiner Zilkenat († 2020).
Seit Mai 2019 besteht ein „Wissenschaftlicher Beirat“, dem u. a. Peter Brandt, Gerhard Engel, Gisela Notz, Brigitte Pellar, Siegfried Prokop, Thilo Scholle, Carola Tischler, Axel Weipert und Jörg Wollenberg angehören.
Von den Mitteilungen sind bisher 66 Hefte (März 2024) erschienen. Die „Mitteilungen“ bis Nr. 66 sind online verfügbar.